# 拿破仑 (俄亥俄州)
拿破仑（Napoleon）是美国俄亥俄州亨利县一个城市，是亨利县的县城，位于托莱多西南44英里的莫米河沿岸。 截至2010年人口普查，该市总人口为8,749人。

## 历史
该城镇周围地区曾被称为“大黑沼泽”。这个地区在1794年的落木战役后向欧洲定居点开放，战役发生在东部约26英里。拿破仑市成立于1832年，以法国皇帝拿破仑·波拿巴命名。 迈阿密和伊利运河于1843年完工，使德国移民到达该地区。到19世纪80年代，全镇共有3000多名居民; 人口增长的部分原因是该镇位于迈阿密和伊利运河以及两条独立的铁路线。当时大部分就业都是通过为周边农村的农民制作产品的企业而存在的。